# Wladyslaw Wolyk
Wladyslaw Oleksandrowytsch Wolyk (ukrainisch Владислав Олександрович Волик, englische Transkription: Vladislav Volik; * 4. Mai 1989 in Dnipropetrowsk, Ukrainische SSR) ist ein ukrainischer Billardspieler aus Kiew, der überwiegend in der Billardvariante Russisches Billard antritt.
Er wurde 2021 ukrainischer Meister in der Disziplin Kombinierte Pyramide.

## Karriere

### Russisches Billard
Wladyslaw Wolyk trat 2011 erstmals bei der ukrainischen Meisterschaft in der Freien Pyramide an und schied sieglos in der Vorrunde aus. 2013 gelangte er beim Stepanow-Pokal zum ersten Mal ins Viertelfinale eines größeren Turniers, in dem er Dmytro Biloserow unterlag. Ein Jahr später gewann er die regionale Meisterschaft der Oblast Dnipropetrowsk. Bei seiner zweiten nationalen Meisterschaft zog er 2015 in die Runde der letzten 32 ein und verlor gegen Dmytro Ossypenko.
Im März 2016 gewann Wolyk seine erste Medaille bei der ukrainischen Meisterschaft in der Kombinierten Pyramide, als er unter anderem Jehor Schukowskyj besiegte und im Viertelfinale dem späteren ukrainischen Meister Artur Piwtschenko mit 3:5 unterlag. Drei Monate später zog er bei den Kyiv Open ins Endspiel ein und verlor mit 1:3 gegen Andrij Kljestow. Im Oktober 2017 folgte beim zweiten Turnier des UBA Cup eine weitere Finalteilnahme, diesmal musste er sich Artur Piwtschenko mit 0:6 klar geschlagen geben. Beim Finalturnier der Serie im Mai 2018 schied er im Achtelfinale gegen Serhij Petrasch aus.
Im Dezember 2019 gewann Wolyk durch einen 2:0-Finalsieg gegen Anatolij Sokalskyj erstmals ein UBA-Cup-Turnier. 2020 erreichte er unter anderem das Viertelfinale beim Auftaktturnier der Baltic Pyramid League in Hrodna und beim Heraldic Billiards Club Cup und wurde Fünfter bei den Kyiv Open, bevor er im Dezember durch einen 4:3-Sieg im Endspiel gegen Andrij Kljestow den Imperial-Pokal gewann.
Anfang 2021 erreichte Wolyk bei den Cluster Open nach einer 5:6-Niederlage gegen den späteren Turniersieger Andrij Kljestow den dritten Platz. Im Februar nahm er zum ersten Mal seit 2016 wieder an der nationalen Meisterschaft teil und wurde durch einen 6:4-Finalsieg gegen Artem Matwijtschuk ukrainischer Meister in der Kombinierten Pyramide.

### Snooker
Wolyk spielt gelegentlich auch Snooker und erzielte einige Erfolge bei regionalen Turnieren. Nachdem er seine Teilnahme an der ukrainischen Meisterschaft 2016 zurückgezogen hatte, erreichte er 2016 das Sechzehntelfinale beim ukrainischen Unabhängigkeitstagpokal und bei den FSU Open.

## Erfolge
| Ergebnis | Jahr   | Turnier                                | Finalgegner        | Endstand |
| -------- | ------ | -------------------------------------- | ------------------ | -------- |
| Finalist | 2016   | Kyiv Open                              | Andrij Kljestow    | 1:3      |
| Finalist | 2017/2 | UBA Cup                                | Artur Piwtschenko  | 0:6      |
| Sieger   | 2019/3 | UBA Cup                                | Anatolij Sokalskyj | 2:0      |
| Sieger   | 2020   | Imperial-Pokal                         | Andrij Kljestow    | 4:3      |
| Sieger   | 2021   | Ukrainische Meisterschaft (Komb. Pyr.) | Artem Matwijtschuk | 6:4      |